# Blue Air

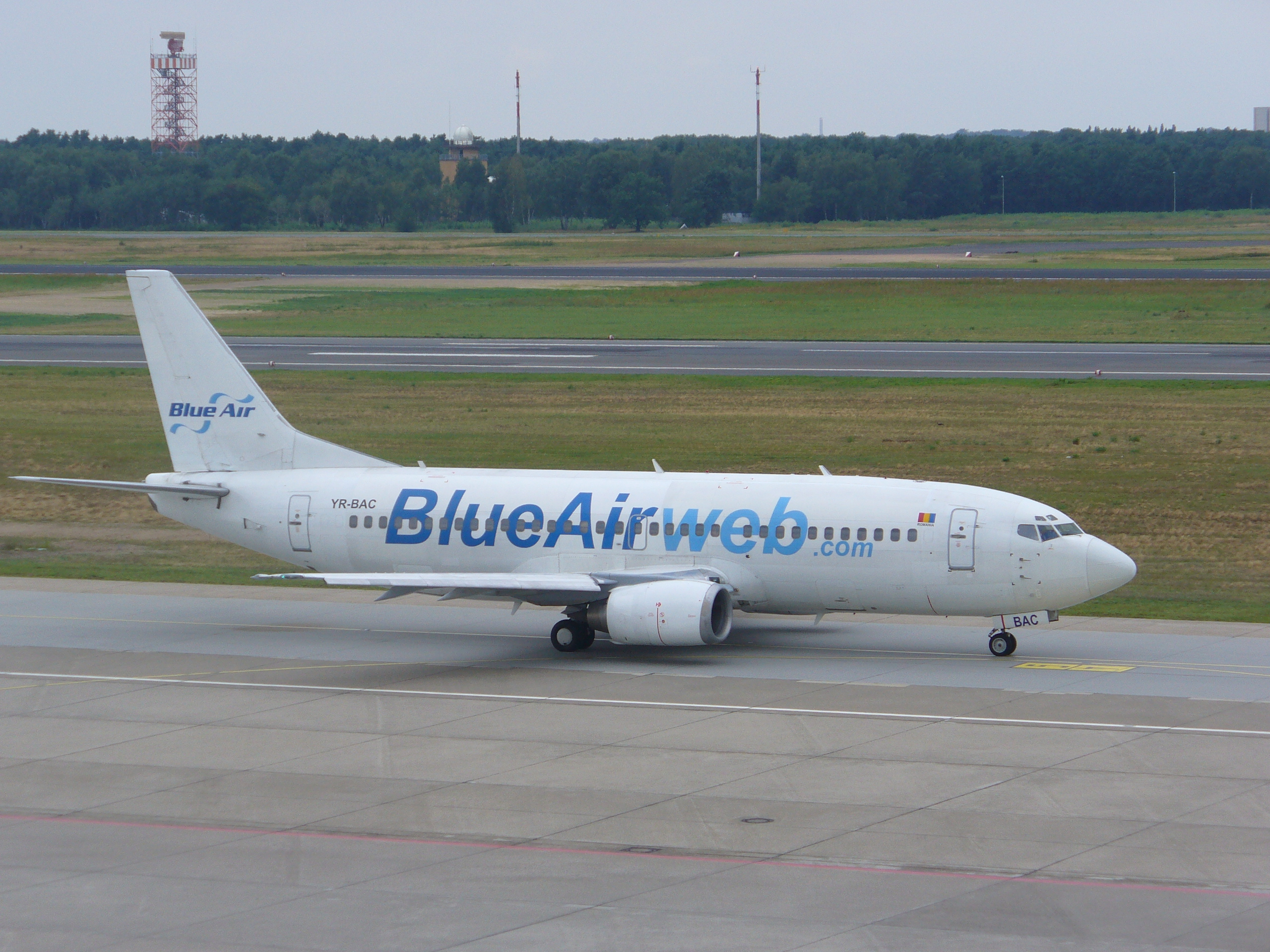
A Blue Air egyik Boeing 737–300-sa (Berlin, Berlin-Tegel repülőtér)

A Blue Air (IATA: 0B, ICAO: BLA, Hívójel: BLUE AIR) Románia első diszkont légitársasága volt. A cég 2004-ben alakult egy Bukaresthez közeli kisebb repülőtéren. A légitársaság üzemeltetett belföldi, külföldi, illetve charter járatokat. 2017-ben a Blue Air több mint 5 millió utast szállított, ami 40%-os növekedést jelentett az előző évi 3,6 millió utashoz képest. 2022 szeptemberében 75 menetrend szerinti célállomást szolgált ki 21 országban.
A Blue Air 2022. szeptember 6-án kénytelen volt felfüggeszteni minden tevékenységét, és nem tervezte, hogy 2022 vége előtt újraindítja járatait. 2022 novemberében felfüggesztették az engedélyét.

## Flotta

### Jelenlegi flotta
2022 novemberében, miután jelentősen csökkentette a flottájának létszámát, a Blue Air flottája a következő repülőgépekből áll: